# Dromes
El dromes (Dromas ardeola) és l'única espècie de la família dels dromàdids (Dromadidae), que pertany a l'ordre dels caradriformes (Charadriformes).

## Descripció
Distintiu pel seu bec massís i el seu plomatge blanc i negre. Llargues potes i coll. Dits curts amb membranes interdigitals incompletes.

## Hàbitat i distribució
Viu en platges de sorra i aiguamolls de les costes del l'oceà Índic, en Àfrica i Àsia.

## Hàbits
Gregari, viu en grups de 20 o més individus que cerquen crancs (que és el seu aliment principal) sobre la platja. Són seminocturns.

## Reproducció
Crien en colònies molt nombroses, sovint de més de mil individus. Les colònies se situen sobre les dunes, en la que excaven un cau de més d'un metre, al final del qual hi ha una cambra en la que ponen un únic ou. Els pollets romanen al niu fins a completar el seu creixement. Més tard acompanyaran els pares aprenent les tècniques necessàries per obtindre l'aliment.